# ديريك أشلي
ديريك أشلي (22 يناير 1956 في المملكة المتحدة - ) (بالإنجليزية: Derek Ashley)‏ هو لاعب كريكت بريطاني. لعب مع المقاطعات الوطنية للكريكيت الإنجليزي والويلزي ‏ ونادي مقاطعة شروبشاير للكريكت ‏.

## وصلات خارجية
- ديريك أشلي على موقع إي آس بي آن كريك إنفو (الإنجليزية)